# Onderste Molen (Mechelen)
De Onderste Molen of Commandeursmolen is een watermolen die gebruikmaakt van het water van het riviertje de Geul en staat in de buurtschap Overgeul bij Mechelen. Stroomopwaarts in dezelfde plaats ligt nog een molen, die logischerwijs met de naam Bovenste Molen wordt aangeduid.
Het gebouw is een rijksmonument.

## Geschiedenis
In 1215 kreeg de Maltezer Commanderij deze molen ten geschenke en sindsdien waren de pachters verplicht om bij deze molen hun graan te gaan malen. De molen stond toen reeds bekend als de Commandeursmolen.
In de Franse tijd werd de molen in beslag genomen en in 1797 werd hij openbaar verkocht.
In 1810 en 1816 werd hij opnieuw verkocht. De watermolen lag toen op de linkeroever van de Geul. Op de rechteroever liet men een papiermolen bouwen die werd voorzien van een eigen waterrad. In 1825 werd de molen weer verkocht en enkele malen verhuurd waaronder aan de firma Tielens en Schrammen. Zij lieten ook de watermolen Weerter Papiermolen als papiermolen inrichten.
In de jaren 1840 was de graanmolen niet meer in gebruik.
In 1848 werd, na het door de firma Tielens en Schrammen verlaten van de papiermolen, de voormalige graanmolen en de papiermolen herbouwd. De productie van papier in deze molen bleef doorgaan met succes.
In 1866 werd de molen gekocht door Hubert Michaël Noppen die toen de beide Mechelse watermolens bezat. De Onderste Molen had toen twee molengebouwen met ieder een eigen middenslagwaterrad. De papiermolen had toen een doorsnede van 6,5 meter en was 140 centimeter breed. De korenmolen was 5 meter in doorsnee en 78 centimeter breed. De molentak die het water voor deze twee watermolens aanvoerde splitste zich 325 meter bovenstrooms af van de Geul en op die plek lag er een overlaat die de waterstand regelde.
In 1874 werd de papiermolen door brand verwoest. Pas in 1876 kon de productie worden hervat na de bouw en ingebruikneming van de nieuwe fabriek. Het huidige bakstenen gebouw dateert uit die tijd. Bij de nieuwbouw werd het waterrad vervangen door een turbine. Vanwege de vervuiling van de rivier de Geul door de zink- en loodertsmijnen in het dorp Plombières kon men geen witpapier meer vervaardigen maar alleen nog bruin- en grijspapier.
In 1881 ging de eigenaar failliet en kwamen de korenmolen en de papiermolen in het bezit van graanhandelaar Joseph Schyns uit Wijlre. In de twee volgende jaren werd de oude korenmolen ingericht als woning en koffiehuis en de papiermolen als korenmolen. Boven de molentak werd tussen de twee gevels een turbinekamer gebouwd.
Op 7 oktober 1904 kreeg Schyns toestemming om een nieuwe Francisturbine aan te schaffen aangezien de oude turbine gebreken begon te vertonen. Door de tijd heen werd de moleninrichting verder uitgebreid. Na de dood van Schyns in 1909 werd het bedrijf voortgezet door zijn vrouw die tien jaar later stierf. De kinderen namen vervolgens het bedrijf over.
Na de Tweede Wereldoorlog liep het malen met stenen sterk terug en werd de molen uitgebreid met onder andere een elektrische molen. Vanwege plaatsgebrek werd een koppel stenen (van de drie) uitgebroken. Met de later weer toenemende vraag naar ambachtelijk gemalen tarwe- en bakroggemeel werden de twee overgebleven koppels weer gebruikt.
In 1980 kwam de molen stil te staan.
In 1984 werd de watermolen verkocht aan de eigenaar van de Grote Molen in Meerssen.
In 1987 werd de molen ingericht voor biologische producten, de maalinrichting voor veevoer werd grotendeels verwijderd en achter het molengebouw werd een grote ruimte ingericht als bezoekerscentrum.
In de jaren na 1989 werd de molen na te zijn gereviseerd voorzien van een gelijkstroomgenerator voor de opwekking van elektriciteit (vermogen 24kW).

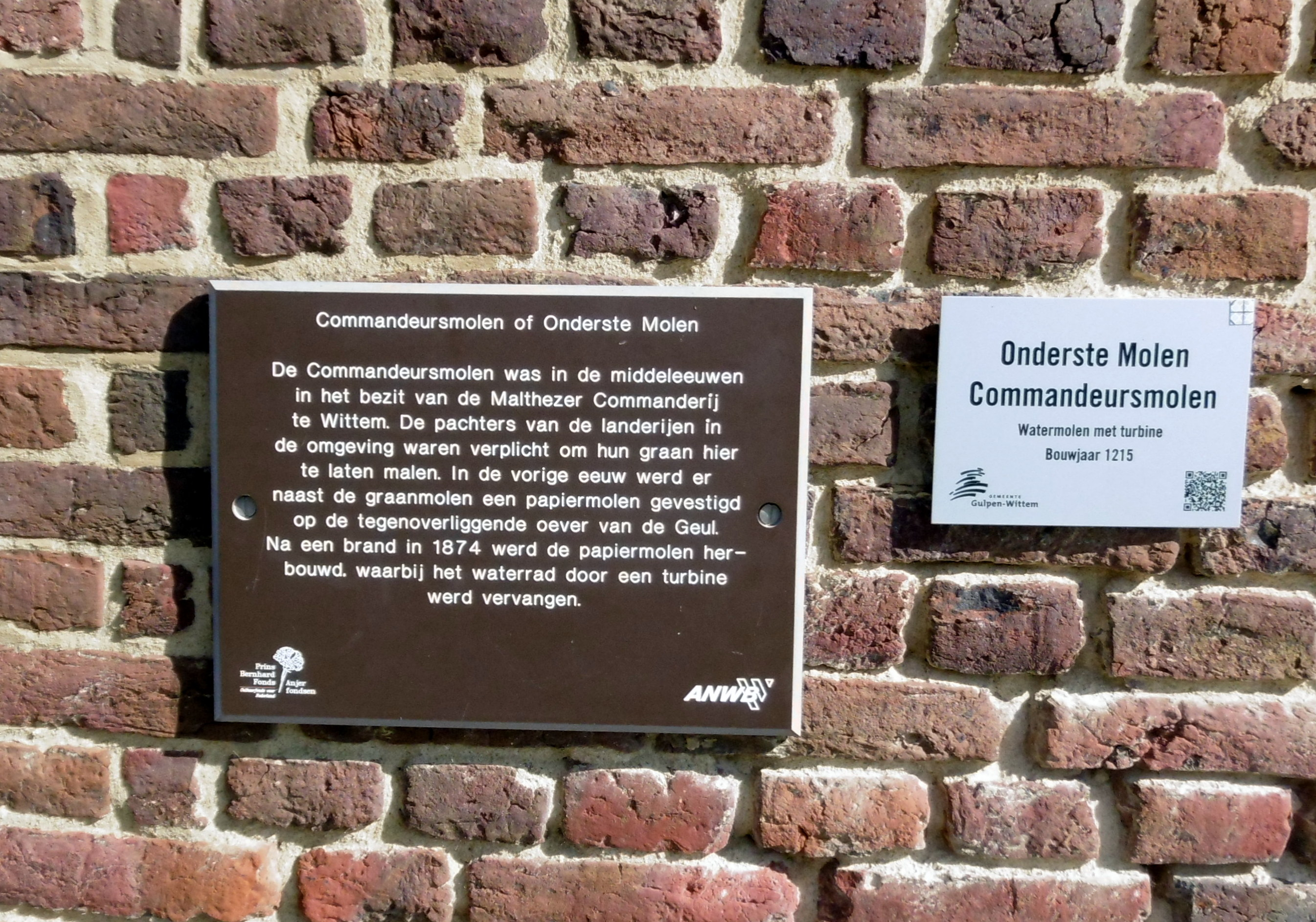
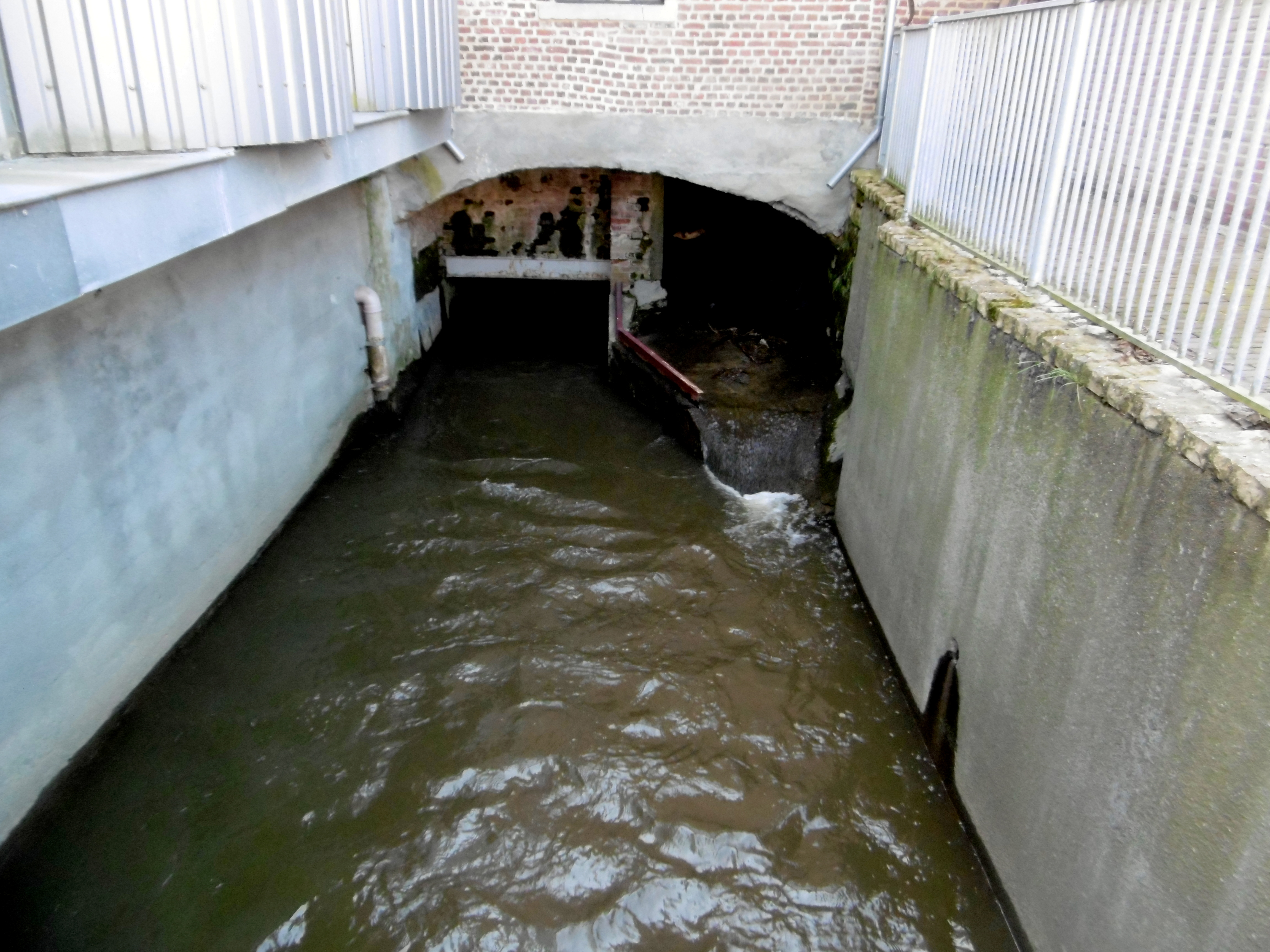
Van stroomafwaarts gezien
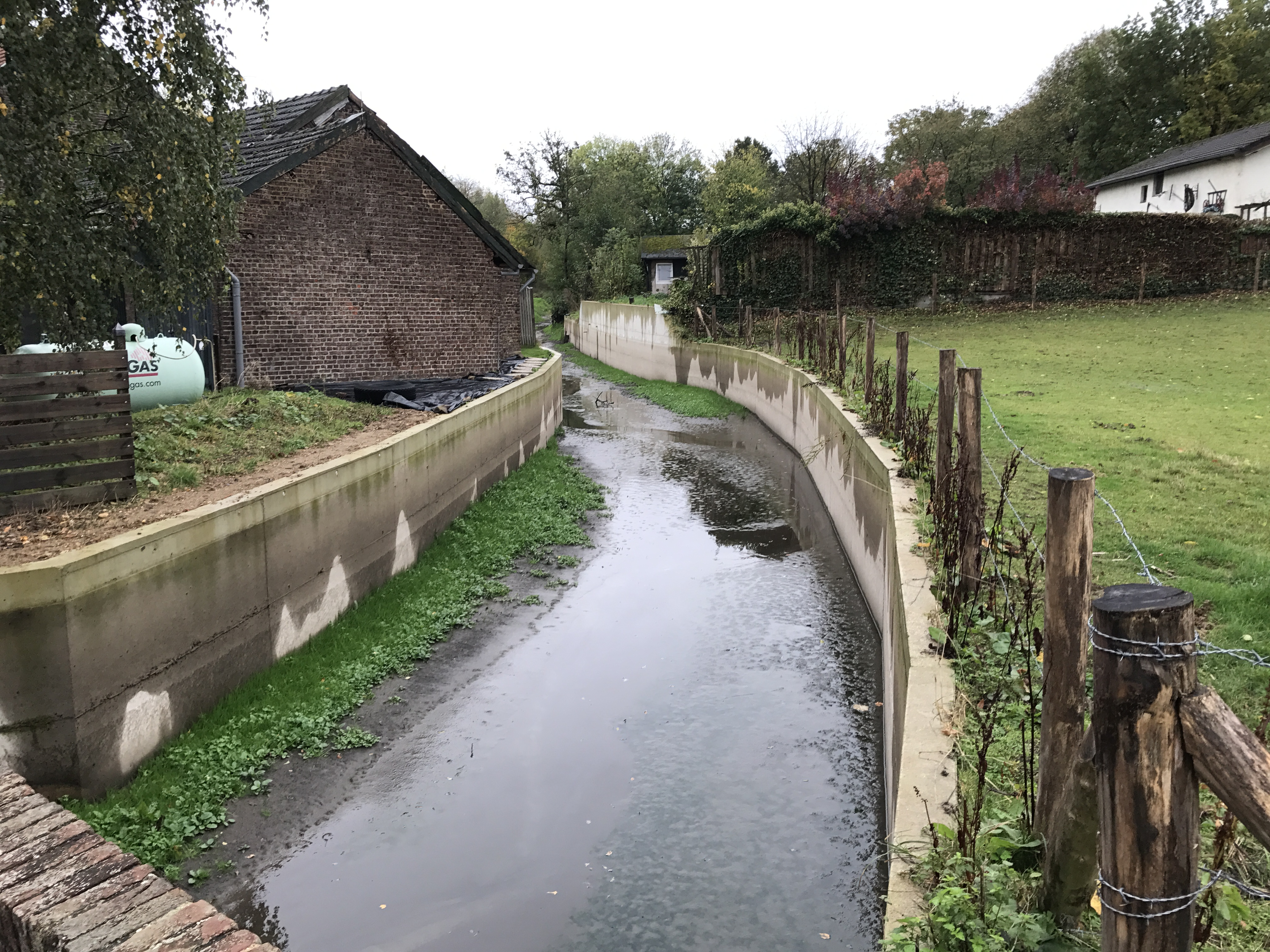
Toevoerkanaal van stroomafwaarts gezien
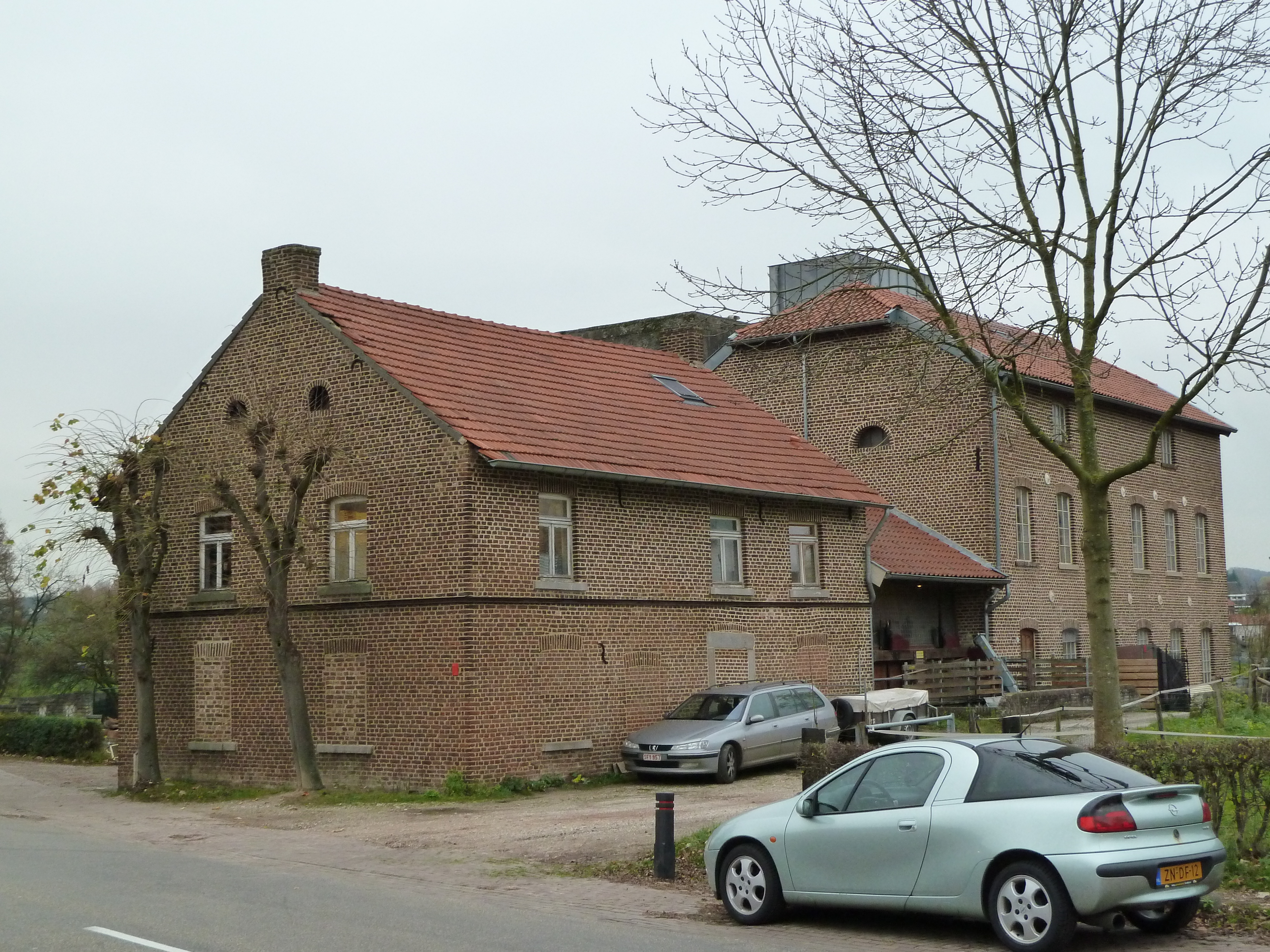
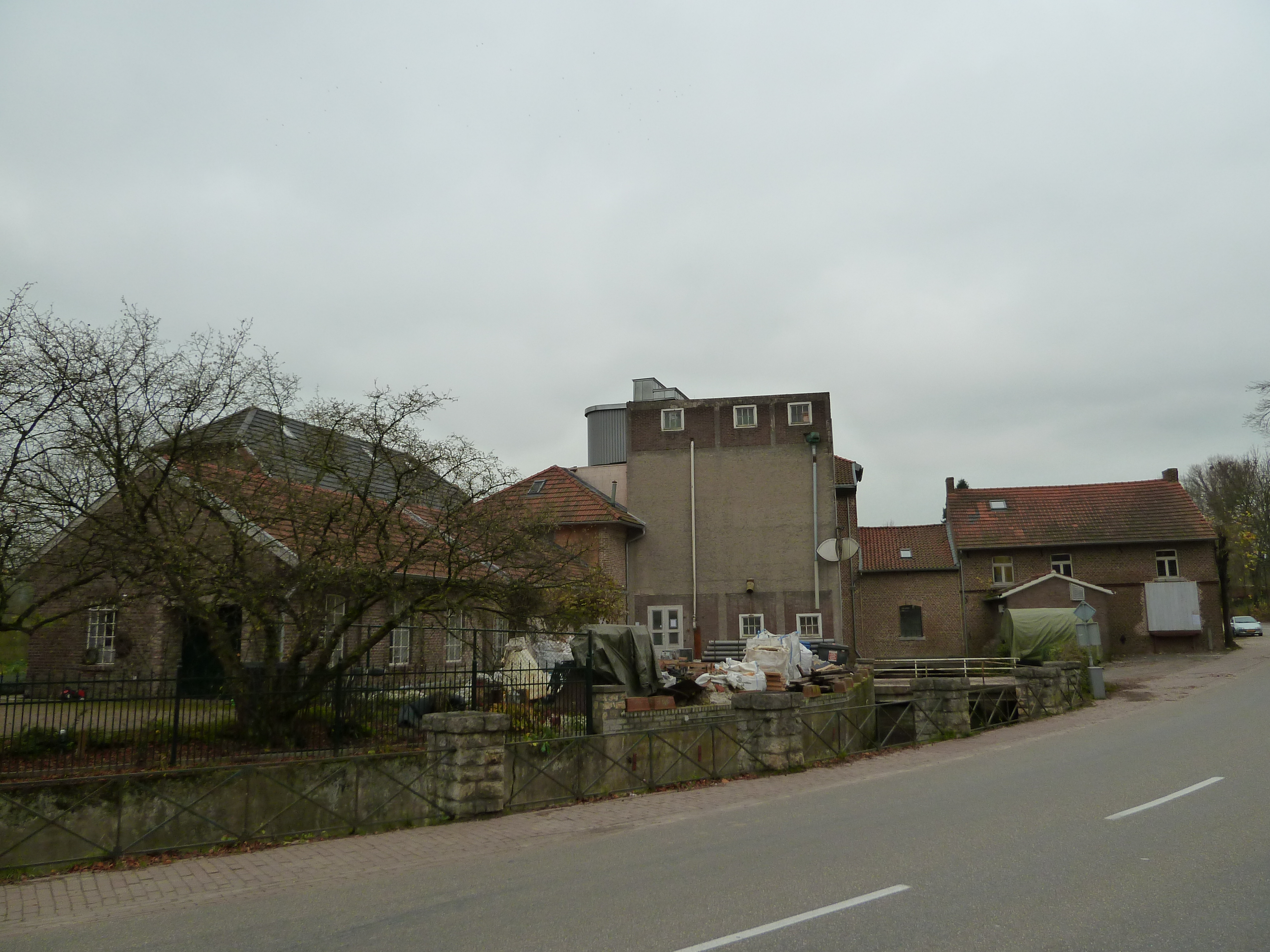
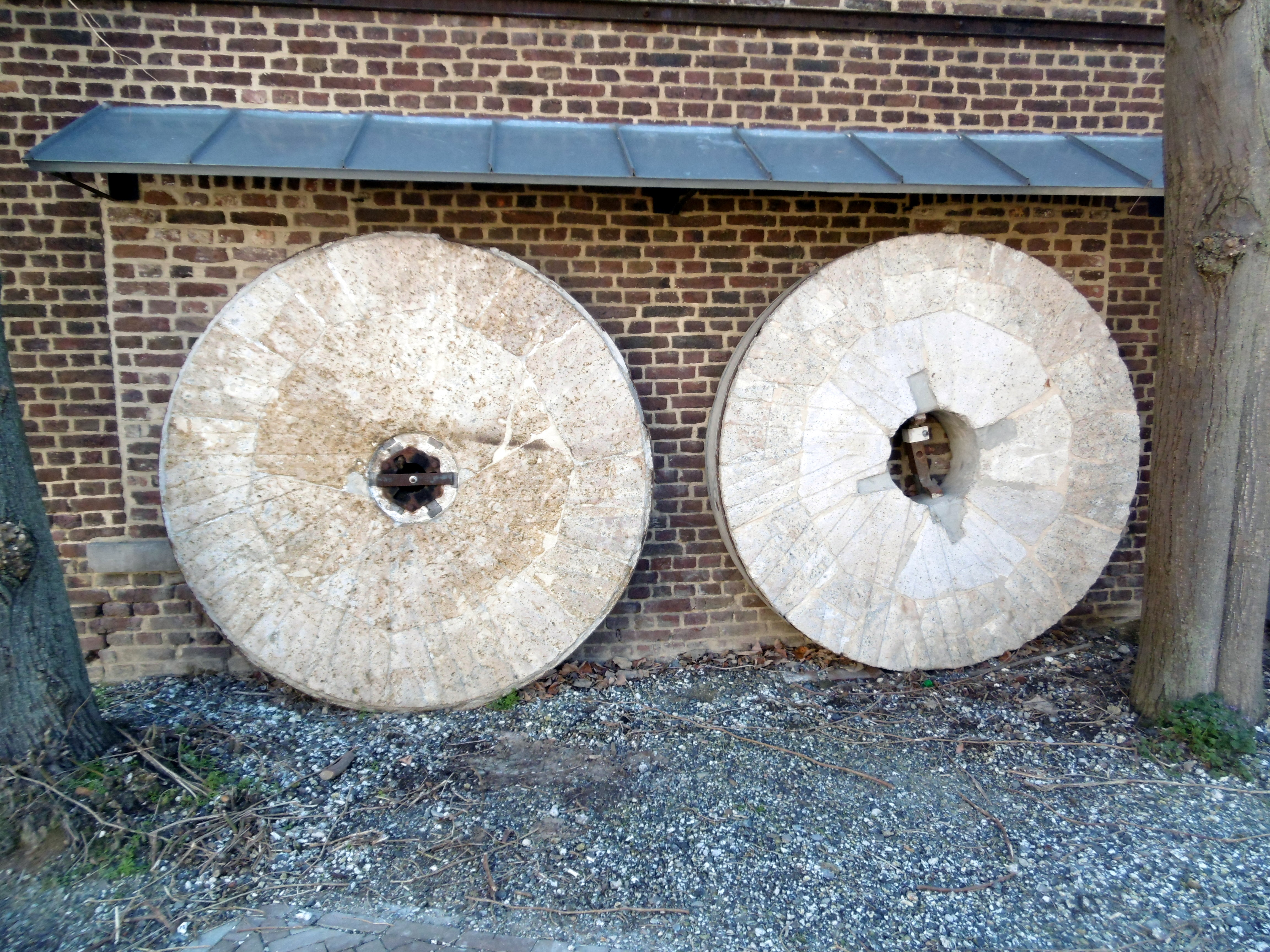